# Emma Weyant
Emma Weyant (Sarasota, 24 dicembre 2001) è una nuotatrice statunitense.

## Carriera
Campionessa nazionale degli Stati Uniti nel misto individuale, si è qualificata per i Giochi Olimpici del 2020 nei 400 metri misti, specialità nella quale ha poi vinto la medaglia d'argento.
Tre anni dopo, alle Olimpiadi di Parigi, vince la medaglia di bronzo nuovamente nei 400 metri misti, alle spalle della canadese Summer McIntosh e della connazionale Katie Grimes.

## Palmarès
- Giochi olimpici

Tokyo 2020: argento nei 400m misti.
Parigi 2024: bronzo nei 400m misti.
- Mondiali

Budapest 2022: bronzo nei 400m misti.
- Mondiali in vasca corta

Abu Dhabi 2021: argento nella 4x200m sl.